# ATC-kod H04: Pankreashormoner
ATC-kod H04: Pankreashormoner är en del av klassificeringssystemet ATC (Anatomical Therapeutic Chemical Classification System) för läkemedel och vissa andra medicinska produkter. ATC utvecklas av WHO och består av alfanumeriska koder indelade i grupper utifrån anatomi, medicinsk funktion och läkemedelstyp på 5 olika kodnivåer. Denna sida utgör innehållet i en specifik grupp på nivå 2.
Pankreashormoner är de hormoner som bildas i bukspottkörteln. Det medicinskt viktigaste bukspottkörtelhormonet är insulin, som ökar cellernas upptag av kolhydrater och fetter och som saknas eller har minskad effekt vid diabetes mellitus (sockersjuka). Insulin tillhör dock inte ATC H04-gruppen, utan har ett eget ATC-kapitel (ATC-kod A10: Diabetesmedel) tillsammans med andra läkemedel mot sockersjuka. I avsnittet H04 ingår endast glukagon, ett hormon med motsatt effekt mot insulin. Glukagon används som läkemedel i första hand som akutbehandling hos diabetiker som drabbats av alltför lågt blodsocker. 

## H04A Glukogenolytiskt hormon

### H04AA Glukogenolytiskt hormon
H04AA01 Glukagon

### Engelska
- WHO Collaborating Centre for Drug Statistics Methodology - ATC Index
- WHO Collaborating Centre for Drug Statistics Methodology - ATCvet Index

### Svenska
- SIL online
- FASS.se - ATC
- FASS.se - Veterinär-ATC
- Sök läkemedelsfakta - Läkemedelsverket
- Socialstyrelsen : Klassifikationer
- Nationellt produktregister för läkemedel - NPL